# 佩珀军士
佩珀军士（Sgt. Pepper's Lonely Hearts Club Band）是一首由保罗·麦卡特尼创作的歌曲，并于1967年收錄在披頭四樂隊的專輯比伯軍曹寂寞芳心俱樂部中。1966年11月麦卡特尼在度假結束返回英国的航班上開始构思。歌曲录音工作于1967年3月6日完成。 